# Alchemilla leiophylla
Alchemilla leiophylla es una especie de planta del género Alchemilla, perteneciente a la familia Rosaceae.

## Taxonomía
Alchemilla leiophylla fue descrita por Serguéi Yuzepchuk en 1933.

## Distribución
Se encuentra en el territorio de Europa Oriental hasta Siberia.